# Bésame mucho
Bésame mucho è una canzone scritta nel 1940 dalla messicana Consuelo Velázquez prima del suo ventiquattresimo compleanno. Secondo la stessa Consuelo Velázquez la canzone fu composta prima ancora che lei desse il primo bacio.
Rapidamente divenne una delle canzoni più popolari del XX secolo. Emilio Tuero, cantante messicano, fu il primo ad inciderla. Fu riconosciuta, nel 1999, come la canzone in lingua spagnola più cantata e registrata e forse la più tradotta in altre lingue.

## Interpreti celebri
Dopo Tuero la canzone fu registrata ed inserita nei dischi da molti artisti.
Negli anni cinquanta il direttore d'orchestra Xavier Cugat divenne celebre soprattutto con la musica della Rumba, tanto da venir definito il Re della rumba; nota è proprio la sua versione di Bésame mucho.
Faceva parte del repertorio che i Beatles eseguivano nel 1961 a Amburgo.
La interpretarono il 1º gennaio del 1962, insieme a altre 14 canzoni, durante l'audizione negli studi Decca, con Paul McCartney come cantante.
La suonarono diverse volte all'audizione negli studi EMI, il 6 giugno del 1962; una di queste è la registrazione di Bésame mucho che fu inclusa nella compilation del 1995 Anthology 1.
Il 15 giugno venne trasmessa alla radio dalla BBC, in Teenagers' Turn (Here We Go).
Una versione live è stata registrata la notte di capodanno 1962 allo Star-Club di Amburgo, con Ringo Starr al posto di Pete Best.
Il 29 gennaio 1969 eseguirono una versione abbreviata, con un'intonazione molto particolare di Paul McCartney, durante le sessioni di Get Back/Let It Be; questa interpretazione di Bésame mucho è stata inclusa nel film Let It Be.

## Interpreti
| - Adi Jatel - Alejandro Fernández - Alys Robi - Anacani - Anamía - Ana Gabriel - Andrea Bocelli - Andy Russell - Anna Luana Tallarita - Antonella Ruggiero - Bobby Capo - Bruti e Boi di Taggia - Carlos Julio Ramírez - Carla Boni - Carmen Consoli - Carmen McRae - Cesária Évora - Charles Aznavour - Charles Aznavour y Édith Piaf - Chris Isaak - Connie Francis - Dalida - Dámaso Pérez Prado - Daniel Santos - Daniela Airoldi - Dave Brubeck - Dea Garbaccio (versione italiana) - Dean Martin - Diana Krall - Duncan Dhu - Elvis Presley - Flavio Sala - Francis Goya - Francisco Céspedes - Frank Pourcell - Frank Sinatra - Frankie Laine - Édith Piaf - Fabrizio De André - Gato Barbieri - Giusy Ferreri | - Gleb Romanow - Herb Alpert - Isabelle Boulay - Ivano Fossati - Javier Solís - Jewgienij Gartung - Jianni - Jimmy Dorsey - João Gilberto - José Carreras - Joséphine Baker - Juan García Esquivel - Juan Diego Florez - Julio Iglesias - Kermit Ruffins - Kitty Kallen - Lalo Schifrin - Laura Engel - Le Vibrazioni - Lila Downs - Linda Ronstadt - Lisa Ono - Los Panchos - Los Piratas - Louis Armstrong - Lucho Gatica - Luis Alberto del Paraná - Luciano Pavarotti - Louis Mariano - Luis Miguel - Magdalena Zárate - Mario Lanza - Michel Petrucciani - Milva - Mina - Mireille Mathieu - Nana Mouskouri - Nat King Cole - Nicolás de Angelis - Oscar Aleman - Orietta Berti - Omara Portuondo | - Paco de Lucía - Paul Mauriat - Pavlo - Pedro Infante - Pedro Vargas - Perla Catucci - Placebo - Plácido Domingo - Raphael Gualazzi - Ray Conniff - Riccardo Cocciante - Richard Clayderman - Regina Orozco - Rosa Passos - Sammy Davis Jr - Sara Montiel - Stan Getz - Sumi Jo - Sungha Jung - Susana Zabaleta - Tania Libertad - Telefunka - Thalia - The Beatles - The Coasters - The Flamingos - The Monistats - The Morton Gold Orchestra - The Ventures - Tino Rossi - Trío Ruvela - Valentina Ciarlo - Valentinos Sax - Vinicio Capossela - Vicente Fernández - Wes Montgomery - Xavier Cugat - Świetliki i Linda - Samuele Batzella - Italo Aresti - Francesco Axel Romio |

## Teatro
Fu utilizzata nel 2004 per creare il montaggio musicale messicano che porta lo stesso nome.